# Ordine della Casa reale
L'ordine della Casa reale è un ordine cavalleresco della Malaysia.

## Storia
L'ordine è stato fondato il 3 settembre 1965 per premiare il servizio e la fedeltà alla corona, i membri delle forze armate, della polizia e dei servizi civili.

## Classi
L'ordine dispone delle seguenti classi di benemerenza che danno diritto a dei post nominali qui indicati tra parentesi:
- cavaliere (PSD)
- compagno (JSD)
- ufficiale (KSD)
- membro (BSD)

## Insegne
- Il nastro è giallo con una striscia centrale rossa caricata di una striscia bianca e bordi verdi.